# اوروبوک
شهر اوروبوک (به فرانسوی: Horebeke) در شهرستان اودنرد در استان فلاندری شرقی در منطقه فلاندری در کشور بلژیک واقع شده‌است.